# Zabłocie (okręg uciański)
Zabłocie (lit. Zablocie) – folwark na Litwie położony w okręgu uciańskim. Położony gm. Traszkuny,  które było jedną z siedzib rodziny Monwiłłów. Folwark położony 35 wiorst od Wiłkomierza. 
W końcu XIX wieku na Zabłocie składał się folwark (jak zaznaczyli autorzy Słownika geograficznego własność Mackiewiczów to: w 2 okr. pol., 29 dzies., 23 lasu, 7 nieużytków). Do roku 1933 folwark Zabłocie pozostawał w rękach Mackiewiczów. W 1945 folwark był wyludniony.